# Alte Thyssen-Hauptverwaltung

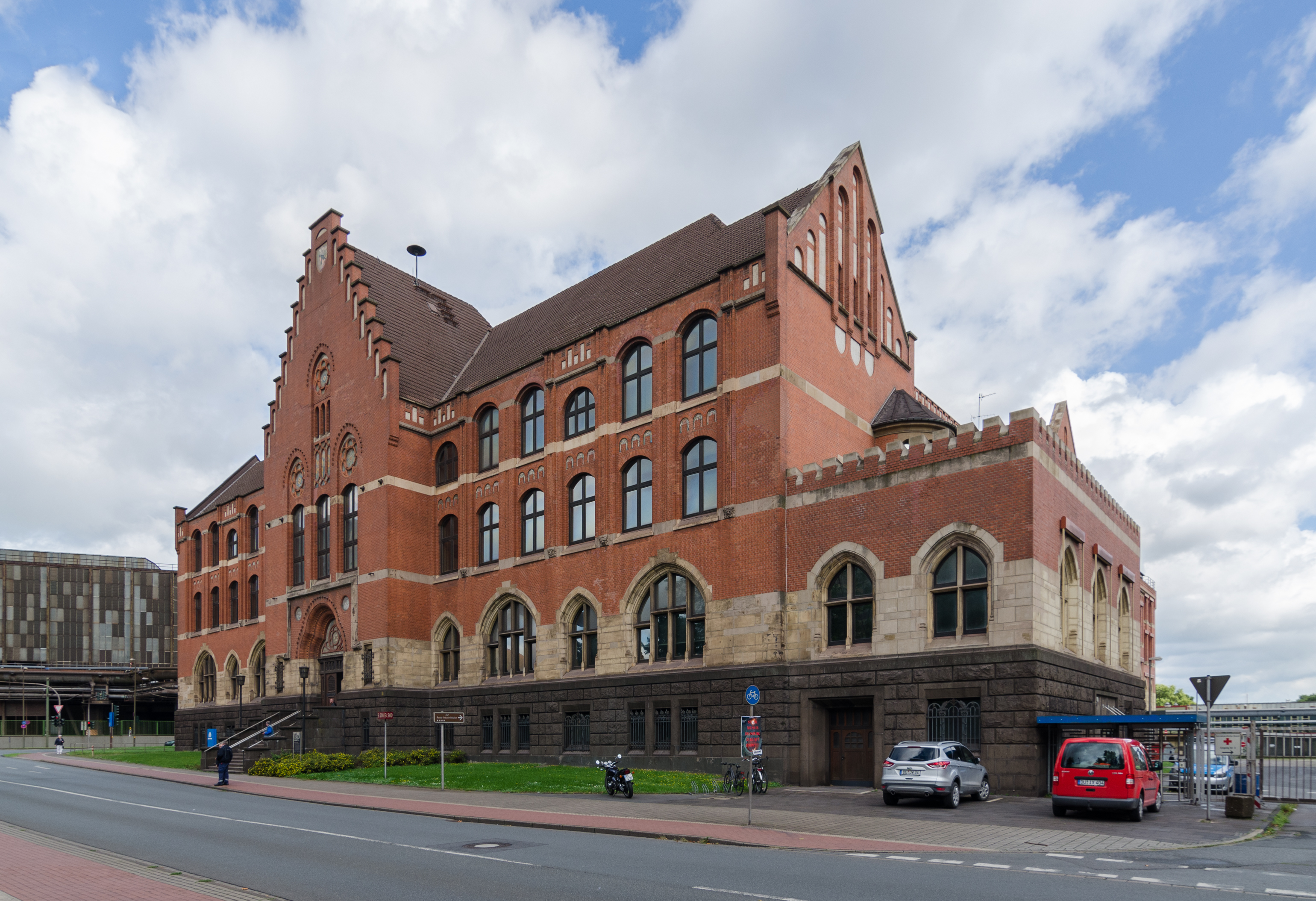
Alte Thyssen-Hauptverwaltung (2017)

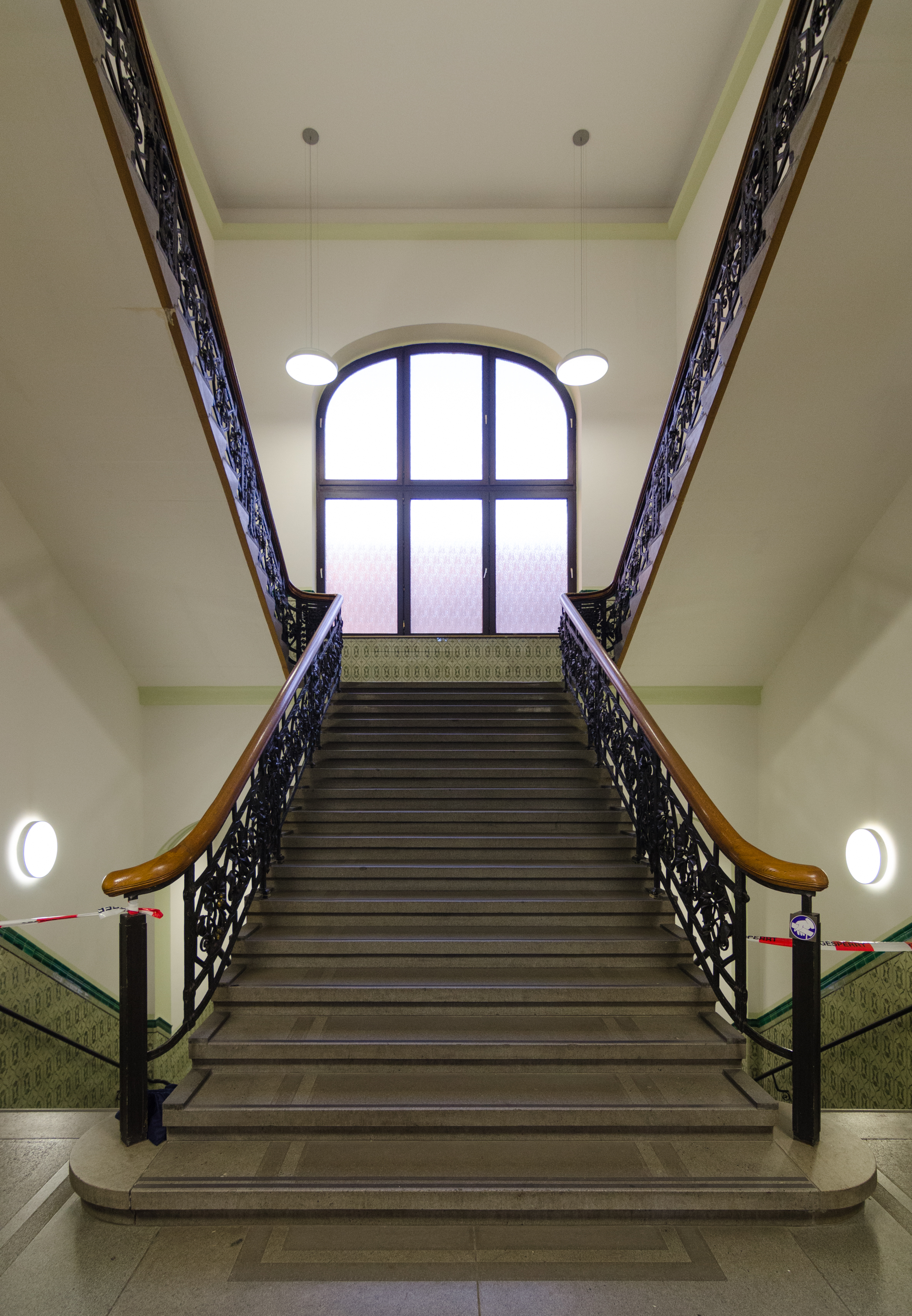
Treppenhaus

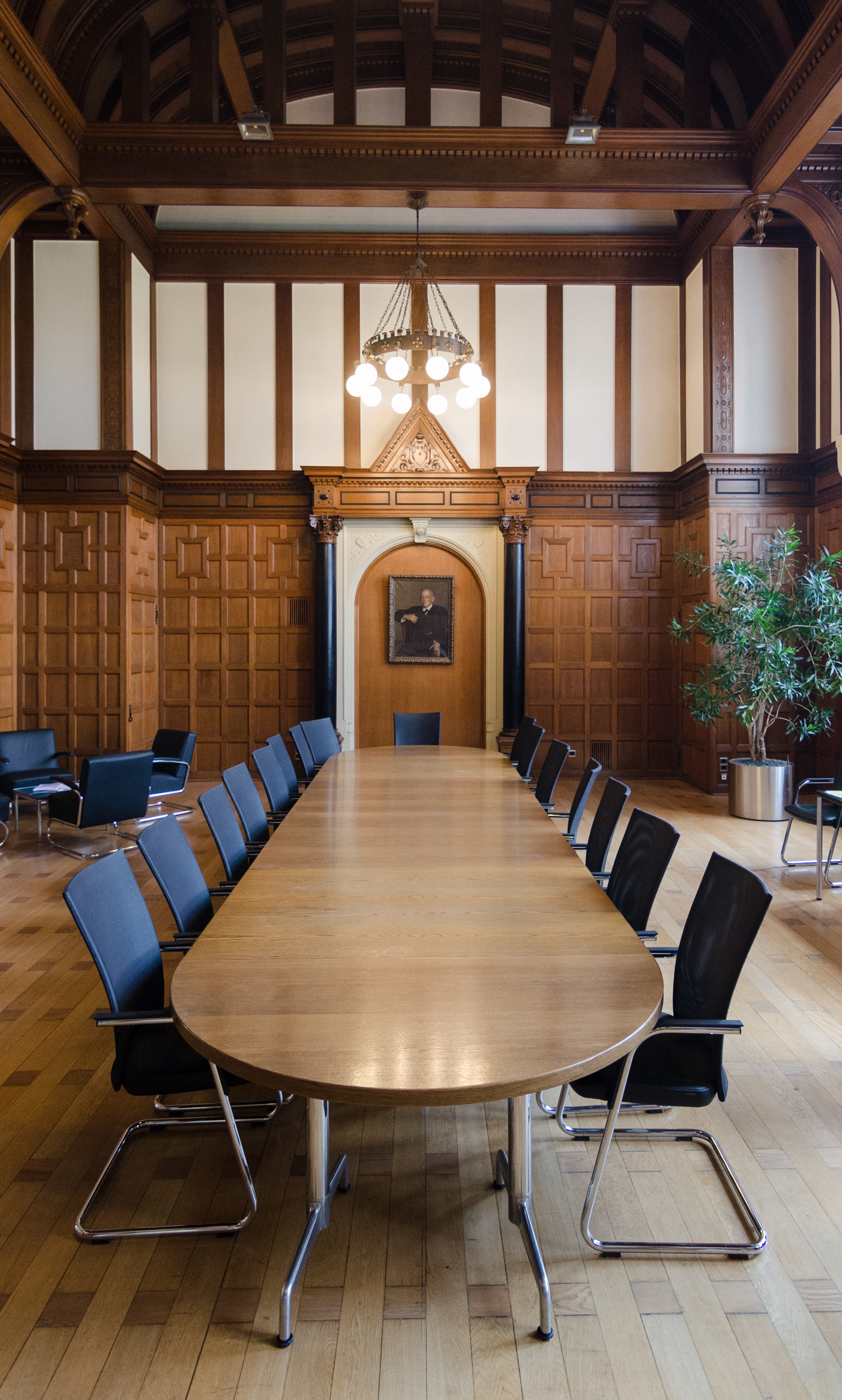
Gewerkensaal

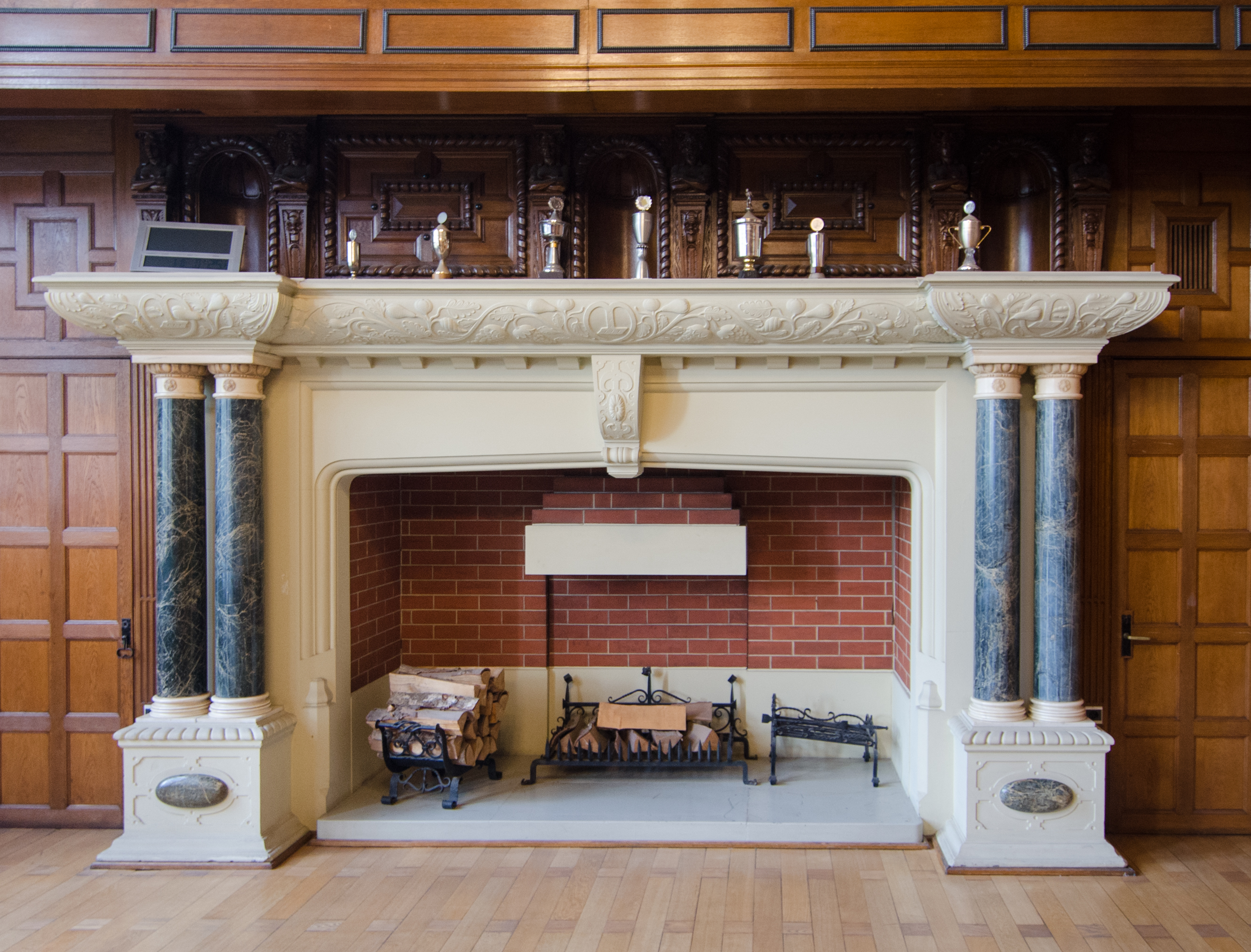
Kamin im Gewerkensaal

Die Alte Thyssen-Hauptverwaltung ist ein denkmalgeschütztes Bauwerk im Duisburger Stadtteil Bruckhausen im Stadtbezirk Meiderich/Beeck an der Grenze zu Marxloh.

## Geschichte
Die Alte Thyssen-Hauptverwaltung wurde nach Plänen des Architekten Carl Bern in den Jahren 1903 und 1904 für die Gewerkschaft Deutscher Kaiser im Stil des Historismus auf einem Natursteinsockel als dreigeschossiger Backsteinbau errichtet, angelehnt an die norddeutsche Backsteingotik. 1909 wurde der ursprüngliche dreiflügelige Bau durch einen rückwärtigen Nordflügel an der Kaiser-Wilhelm-Straße erweitert, womit ein allseitig geschlossener Vierflügelbau entstand. Ein weiterer Anbau wurde 1916 hinzugefügt.
Zum Eingang, der sich mittig an der Straßenfront befindet, gelangt man über eine Freitreppe. 
Nach Beschädigungen im Zweiten Weltkrieg wurde Anfang der 1960er Jahre die Fassade des repräsentativen Gebäudes unter Verzicht auf den ursprünglichen Detailreichtum in vereinfachter Form wiederaufgebaut. Auf die ursprüngliche Gestaltung der Dachzone mit ihren Nebengiebeln, die mit Fialen verziert waren, sowie auf den Schmuck der beiden Westgiebel wurde bewusst verzichtet. In reduzierter Form blieb lediglich der Treppengiebel über dem Mittelrisalit der Hauptfront erhalten.
Das Gebäude beherbergt heute verschiedene Unternehmensabteilungen.
In dem 1963 erbauten Verwaltungshochhaus an der Kaiser-Wilhelm-Straße, das sich direkt gegenüber der ursprünglichen Hauptverwaltung befindet, hat heute Thyssenkrupp Steel Europe seinen Sitz.

## Ausstattung
Im Zentrum des Verwaltungsgebäudes befindet sich der hohe Gewerkensaal mit offenem Dachstuhl. Mit seiner Holzausstattung und seinem großen Kamin lehnt sich der Saal an Formen der deutschen Renaissance an.
Der Gewerkensaal wurde für Direktionsbesprechungen, Gewerkenversammlungen und für Empfänge offizieller Besucher genutzt. Gemäß der Baubeschreibung von 1902 waren auf demselben Flur vier Direktorenzimmer und eine Bibliothek vorgesehen. Im Erdgeschoss des Hauptgebäudes und in den Flügeln befanden sich Großbüros mit bis zu zehn Schreibtischen. Die Registratur wurde im Dachgeschoss und im Keller eingerichtet. Die drei Geschosse sind damals wie heute über eine Haupttreppe sowie über Nebentreppenhäuser an den Endpunkten des Haupttraktes erreichbar.

## Denkmalschutz
Die Alte Thyssen-Hauptversammlung wurde am 8. September 2009 unter der Nummer 589 in die Liste der Baudenkmäler in Duisburg-Hamborn eingetragen.